# بيل اكس في-3
بيل اكس في-3 (بالإنجليزية: Bell XV-3)‏ هي من صناعة بيل للمروحيات. كان أول طيران لها في 11 أغسطس 1955.

## المستخدمون
- بيل للمروحيات

## طرازات أخرى
- بيل للمروحيات